# Yujatee
Yujatee (Kor. 유자차 yuja-cha) ist ein teeähnliches koreanisches Getränk auf Basis der Zitrusfrucht Yuzu. 

## Zubereitung
Yujatee wird aus dem marmeladenartigen Yuja-cheong (유자청), einer Mischung aus Honig oder Zuckersirup und dünnen Streifen Yuzuschale, zubereitet. Diese wird mit heißem oder kalten Wasser aufgegossen und verrührt.

## Alternative Verzehrweise
Yuja-cheong kann wie  Marmelade beispielsweise als Brotaufstrich verzehrt werden.